# إيفون جورجي
إيفون جورجي (بالألمانية: Yvonne Georgi)‏ هي مصممة رقص وأستاذة جامعية وراقصة باليه ألمانية، ولدت في 29 أكتوبر 1903 في لايبزيغ في ألمانيا، وتوفيت في 25 يناير 1975 في هانوفر في ألمانيا.